# Finlandia agli VIII Giochi olimpici invernali
La Finlandia partecipò agli VIII Giochi olimpici invernali, svoltisi a Squaw Valley, Stati Uniti, dal 18 al 28 febbraio 1960, con una delegazione di 48 atleti impegnati in sei discipline.

## Medagliere

### Per discipline
| Sport                   | Oro | Argento | Bronzo | Totale |
| ----------------------- | --- | ------- | ------ | ------ |
| Sci di fondo            | 2   | 1       | 2      | 5      |
| Biathlon                | 0   | 1       | 0      | 1      |
| Salto con gli sci       | 0   | 1       | 0      | 1      |
| Pattinaggio di velocità | 0   | 0       | 1      | 1      |
| Totale                  | 2   | 3       | 3      | 8      |

### Medaglie
| Medaglia | Atleta                                                       | Sport                   | Evento              |
| -------- | ------------------------------------------------------------ | ----------------------- | ------------------- |
| Oro      | Kalevi Hämäläinen                                            | Sci di fondo            | 50 km maschile      |
| Oro      | Toimi Alatalo Eero Mäntyranta Väinö Huhtala Veikko Hakulinen | Sci di fondo            | Staffetta maschile  |
| Argento  | Antti Tyrväinen                                              | Biathlon                | -                   |
| Argento  | Kalle Nillo Halonen                                          | Salto con gli sci       | -                   |
| Argento  | Veikko Hakulinen                                             | Sci di fondo            | 50 km maschile      |
| Bronzo   | Eevi Huttunen                                                | Pattinaggio di velocità | 3000 m femminile    |
| Bronzo   | Veikko Hakulinen                                             | Sci di fondo            | 15 km maschile      |
| Bronzo   | Siiri Rantanen Eeva Ruoppa Toini Pöysti                      | Sci di fondo            | Staffetta femminile |